# Bahnstrecke Webster Junction–Webster
| Streckenlänge: | 18,07 km             |                                     |                                     |
| Spurweite: | 1435 mm (Normalspur) |                                     |                                     |
| Zweigleisigkeit: | –                    |                                     |                                     |
| |                      |                                     |                                     |
| Eigentümer: | zuletzt PW&S         |                                     |                                     |
| Betriebsführung: | zuletzt Penn Central |                                     |                                     |
| \| \| \| von Worcester \| \| \| \| 0,0 \| Webster Junction MA (früher Auburn) \| Webster Junction MA (früher Auburn) \| \| \| \| nach Albany \| \| \| \| \| Interstate 90 \| \| \| \| \| Dark Brook \| \| \| \| \| Straßenbahn Worcester \| \| \| \| ca. 3 \| West Auburn MA \| West Auburn MA \| \| \| \| French River \| \| \| \| ca. 5 \| Texas \| Texas \| \| \| 5,7 \| North Oxford Mills MA \| North Oxford Mills MA \| \| \| 9,4 \| Howarth's \| Howarth's \| \| \| ca. 12 \| West Oxford MA \| West Oxford MA \| \| \| ca. 14 \| Glenwood MA \| Glenwood MA \| \| \| 15,5 \| Webster Mills MA \| Webster Mills MA \| \| \| \| nach East Village \| \| \| \| 18,1 \| Webster MA \| Webster MA \| \| \| \| von Worcester und East Thompson \| \| \| \| \| nach Groton und Southbridge \| \| |                      |                                     |                                     |
| Strecke |                      | von Worcester                       | von Worcester                       |
| Dienststation / Betriebs- oder Güterbahnhof | 0,0                  | Webster Junction MA (früher Auburn) | Webster Junction MA (früher Auburn) |
| Abzweig ehemals geradeaus und nach rechts |                      | nach Albany                         | nach Albany                         |
| Strecke mit Straßenbrücke (Strecke außer Betrieb) |                      | Interstate 90                       | Interstate 90                       |
| Brücke über Wasserlauf (Strecke außer Betrieb) |                      | Dark Brook                          | Dark Brook                          |
| Kreuzung (Strecken außer Betrieb) |                      | Straßenbahn Worcester               | Straßenbahn Worcester               |
| Bahnhof (Strecke außer Betrieb) | ca. 3                | West Auburn MA                      | West Auburn MA                      |
| Brücke über Wasserlauf (Strecke außer Betrieb) |                      | French River                        | French River                        |
| Haltepunkt / Haltestelle (Strecke außer Betrieb) | ca. 5                | Texas                               | Texas                               |
| Bahnhof (Strecke außer Betrieb) | 5,7                  | North Oxford Mills MA               | North Oxford Mills MA               |
| Bahnhof (Strecke außer Betrieb) | 9,4                  | Howarth's                           | Howarth's                           |
| Bahnhof (Strecke außer Betrieb) | ca. 12               | West Oxford MA                      | West Oxford MA                      |
| Haltepunkt / Haltestelle (Strecke außer Betrieb) | ca. 14               | Glenwood MA                         | Glenwood MA                         |
| Bahnhof (Strecke außer Betrieb) | 15,5                 | Webster Mills MA                    | Webster Mills MA                    |
| Abzweig geradeaus und nach links (Strecke außer Betrieb) |                      | nach East Village                   | nach East Village                   |
| Bahnhof (Strecke außer Betrieb) | 18,1                 | Webster MA                          | Webster MA                          |
| Abzweig ehemals geradeaus und von links |                      | von Worcester und East Thompson     | von Worcester und East Thompson     |
| Strecke |                      | nach Groton und Southbridge         | nach Groton und Southbridge         |

Die Bahnstrecke Webster Junction–Webster (auch Webster Branch) ist eine Eisenbahnstrecke in Massachusetts (Vereinigte Staaten). Sie ist 18 Kilometer lang und verbindet die Städte Auburn, Oxford und Webster. Die normalspurige Strecke ist stillgelegt.

## Geschichte
Der Unternehmer Horatio Slater aus Webster besaß eine Reihe von Fabriken in der Stadt, von denen viele durch die bestehenden Eisenbahnen nicht angeschlossen waren. Um von der New York and New England Railroad, die die Stadt bediente, unabhängiger zu sein, beschloss er, eine eigene Eisenbahnstrecke zur Hauptstrecke der Boston and Albany Railroad nahe Worcester zu bauen. Er erhielt 1882 die Konzession für die Strecke und gründete die Providence, Webster and Springfield Railroad (PW&S). Im Juni 1884 ging die Strecke in Betrieb. Die Boston&Albany pachtete die Strecke und führte den Betrieb, kaufte sie jedoch nicht. Zunächst bestand in Webster keine Gleisverbindung zur Strecke der New York&New England, obwohl der Endbahnhof der PW&S direkt neben dieser Strecke lag. Slaters Bahngesellschaft blieb während der gesamten Betriebszeit der Strecke ihr Eigentümer.
Bereits etwa 1919 wurde der Personenverkehr auf der Strecke eingestellt. Am 13. April 1940 beantragte die Bahngesellschaft die Stilllegung der Gesamtstrecke, die jedoch zunächst nicht genehmigt wurde. Als der Bundesstaat ein Hochwasserkontrollprojekt umsetzen und einige kleinere Staudämme entlang des French River bauen wollte, wurde die Bahnstrecke schließlich 1958 stillgelegt und in der Folge abgebaut. Lediglich im Stadtgebiet von Webster zwischen Webster Mills und dem Endbahnhof wurden weiterhin mehrere Güteranschlüsse bedient. Hierzu wurde am Endbahnhof eine Gleisverbindung zur Bahnstrecke Groton–Worcester eingebaut und die Betriebsführung auf diesem Abschnitt ging zunächst auf die New York, New Haven and Hartford Railroad über, 1968 schließlich auf die Penn Central. Etwa 1971 wurde die restliche Strecke in Webster stillgelegt.

## Streckenbeschreibung
Die Strecke zweigte am Bahnhof Webster Junction aus der Bahnstrecke Worcester–Albany ab und führt nach Süden. Ein Teil der Strecke südlich der Interstate 90 ist überflutet, hier befand sich die Brücke über den Dark Brook, der hier nach Stilllegung der Strecke aufgestaut wurde. Kurz darauf ist West Auburn, der erste Zwischenbahnhof erreicht. Die Bahntrasse überquert nun den French River und führt entlang dieses Flusses durch das Stadtgebiet von Oxford, wo sich mehrere Haltepunkte und Bahnhöfe befanden. In Webster Mills, am nördlichen Stadtrand von Webster, zweigte eine Stichstrecke nach East Village ab. Kurz darauf ist der Endbahnhof östlich der Oxford Avenue erreicht, wo sich erst ab 1958 ein Verbindungsgleis zur Bahnstrecke Groton–Worcester befand.

## Personenverkehr
Der Personenverkehr auf der Strecke lief stets über Webster Junction bis Worcester durch. Aufgrund der Konkurrenz durch die parallel verlaufende Strecke Groton–Worcester sowie eine Überlandstraßenbahn der Straßenbahn Worcester, die beide ebenfalls Webster, Oxford und Auburn bedienten, war das Beförderungsaufkommen spärlich. 1893 und 1901 verkehrten vier werktägliche Zugpaare. 1916 waren es noch drei. Ca. 1919 endete der Personenverkehr auf der Strecke.